# Les Planètes
 (avril 2020).
Si vous disposez d'ouvrages ou d'articles de référence ou si vous connaissez des sites web de qualité traitant du thème abordé ici, merci de compléter l'article en donnant les références utiles à sa vérifiabilité et en les liant à la section « Notes et références ».
Pour les articles homonymes, voir Planète (homonymie).
The Planets, également connue sous le titre francisé Les Planètes, est un poème symphonique de Gustav Holst composé entre 1914 et 1917. Œuvre pour grand orchestre, elle se compose de sept mouvements correspondant chacun à une planète du système solaire, exprimée selon une vision astrologique : Mercure, Vénus, Mars, Jupiter, Saturne, Uranus et Neptune. C'est en grande partie à cette pièce que Holst doit sa notoriété. 

## Histoire et composition
Gustav Holst commence à écrire ce poème symphonique à l’âge de 40 ans. L’œuvre a été écrite entre 1914 et 1917 et créée à Londres au Queen's Hall le 29 septembre 1918 sous la direction d'Adrian Boult. À la suite de l'échec de The Cloud Messenger en 1913, Holst est invité en villégiature chez son ami Balfour Gardiner. La même année, son ami, le compositeur Arnold Bax et son frère Clifford les rejoignent afin d'apporter leurs lumières sur la composition et l'orchestration. Les frères Bax vont lui parler d’astrologie mais surtout vont dégager l’idée de la personnification de chaque planète du système solaire. Cette personnification apportera à chaque planète une humeur différente. Gustav Holst fera de chaque planète une partie de son poème symphonique. Cela eut pour effet de motiver et d'encourager Holst davantage. En effet, il n’avait jamais fait l’expérience d’une telle composition.
Le premier mouvement Mars fut composé juste avant le début de la Première Guerre mondiale (1914). Il s'agit, pour Holst, d'exprimer plus son sentiment d'une fin du monde, qu'une réaction face à la tragédie de la guerre. Le troisième mouvement Mercure, composé en dernier, sera dicté en grande partie à des proches collègues[réf. nécessaire], à cause d'une névrite au bras droit, et sera achevé en 1916. Après les avoir terminées, Holst rangera ses partitions, croyant que personne ne pourrait monter en temps de guerre une œuvre demandant un aussi grand orchestre. Il achevera l'orchestration de l’œuvre en 1917.
En septembre 1918, Balfour Gardiner loue le Queen's Hall pour une représentation semi-privée. Le chef Adrian Boult n'aura que deux heures pour répéter cette pièce très complexe, ce qui fera dire plus tard à Imogen Holst, la fille du compositeur :

« Ils [les deux à trois cents amis et musiciens qui étaient venus écouter] trouvèrent les clameurs de Mars presque insupportables après quatre années d'une guerre qui se poursuivait. […] Mais c'est la fin de Neptune qui fut inoubliable, avec son chœur de voix féminines s'évanouissant au loin, jusqu'à ce que l'imagination ne pût faire la différence entre le son et le silence. »

La première représentation publique eut lieu quelques semaines plus tard et fut très bien accueillie, contrairement à Cloud Messenger. Seuls cinq des sept mouvements furent joués.

## Analyse

### Mars, celui qui apporte la guerre(Mars, the Bringer of War)
Le premier mouvement commence avec une mesure à cinq temps, sur un rythme ostinato (triolet - noire - noire - deux croches - noire) des timbales, des harpes et des violons frappant les cordes col legno (avec le bois de l'archet). Le premier motif (sol-ré-ré) est introduit par les trois bassons, le contrebasson et les cors V et VI. Après un crescendo de tout l'orchestre, le deuxième thème (voir ci-dessus) est introduit aux trombones puis aux cors. L'intensité de la pièce augmente au fur et à mesure. Après un retour en force du premier motif, la pièce s'achève sur un accord grave fortissississimo (quadruple forte). Ce premier mouvement est très chaotique et inhumain, tel une marche guerrière céleste, les dissonances, la violence rythmique, renvoient très nettement à la guerre (Mars étant le dieu romain de la guerre).

#### Reprises et influences
Par son imagerie involontairement cinématographique très accessible et surtout contemporaine (utilisation prépondérante des percussions), Holst a influencé nombre de compositeurs de musiques de films, la plupart ayant une formation classique (John Williams étant probablement le plus connu de tous). Des extraits de Mars, celui qui apporte la guerre ont été utilisés dans des bandes-annonces au cinéma, démontrant la puissance et l'efficacité d'une écriture en dehors des schémas classiques de construction musicale.
Les mesures liminaires ont également inspiré plusieurs formations rock et metal, parmi lesquelles :
- Andromeda (en) (Return To Sanity sur l'album Andromeda, 1969)
- King Crimson (The Devil's Triangle sur l'album In the Wake of Poseidon, 1970)
- Triumph (The City: War March/ El Duende Agonizante / Minstrel's Lament sur l'album Rock & Roll Machine (en), 1977)

- Rainbow (Eyes of the World sur l'album Down to Earth, 1979)
- Diamond Head a adapté la séquence introductive de Mars, celui qui apporte la guerre en amorce du titre Am I Evil? (en) sur l'album Lightning to the Nations, 1980, popularisé par Metallica grâce à sa reprise figurant en face B du single Creeping Death paru en 1984.
- Coroner (The Invincible issu de la démo Death Cult, 1986)
- Keith Emerson, Greg Lake et Cozy Powell  interprètent en 1986 sur leur album homonyme Emerson, Lake and Powell la version intégrale du premier mouvement.
- Savatage (Prelude To Madness sur l'album Hall of The Mountain King, 1987)
- Laibach (Nato sur l'album NATO, 1994)
- N.EX.T interprète une version complète de Mars, The Bringer of War sur l'album Lazenca: A Space Rock Opera paru en 1997[4].
- Symphony X (The Divine Wings of Tragedy sur l'album homonyme de 1998)[5]
- Nile (Ramses Bringer Of War sur l'album Amongst the Catacombs of Nephren-Ka (en),1998)

### Vénus, celle qui apporte la paix(Venus, the Bringer of Peace)
Le deuxième mouvement contraste avec la rage du premier. Les notes ascendantes du cor annoncent dès le début une pièce de lumière et de paix. Après quelques mélodies jouées par différents instruments de l'orchestre, un violon solo joue un air très doux (voir ci-haut). Tous les violons répètent alors la mélodie, comme un écho. Après des variations sur la mélodie, les notes descendantes du cor se font entendre à nouveau. La mélodie du violon revient un peu avant la fin qui prend un peu d'ampleur pour la première fois du mouvement, et le tempo se fait plus lent.

### Mercure, le messager ailé(Mercury, the Winged Messenger)
Le troisième mouvement joue un peu le rôle de scherzo très dynamique. Après une courte introduction sur des croches rapides, la première mélodie (voir ci-haut) est introduite par un hautbois et un cor anglais. Suivent divers épisodes mélangeant cette mélodie et un deuxième motif introduit tout de suite après le premier. Le mouvement se termine sur un accord bref.

### Jupiter, celui qui apporte la gaieté(Jupiter, the Bringer of Jollity)
Tout comme Mercure, Jupiter commence rapidement, avec des cordes rapides d'où émerge une première mélodie syncopée. Un peu plus loin, la trompette et les bois font entendre une fanfare (voir ci-haut) qui est ensuite reprise par les autres instruments de l'orchestre. Un ritenuto amène un second thème avant que le premier thème syncopé revienne. Suit un thème en 3/4. Après une augmentation de la tension, le calme revient avec le plus célèbre air de Holst, communément appelé « L'Hymne de Jupiter ». Les trois premières mélodies se font réentendre.

### Saturne, celui qui apporte la vieillesse(Saturn, the Bringer of Old Age)
Ce mouvement débute très sombrement, les flûtes et les harpes marquant le rythme de la marche du temps. La contrebasse annonce tout d'abord la vieillesse, reprise par les violons puis le hautbois dans une intensité croissante jusqu'à ce que la jeunesse disparaisse dans un éclat de panique. Le mouvement se termine tranquillement, comme une acceptation de ce qui est inéluctable.
Saturne était le mouvement préféré de Holst[réf. souhaitée].

### Uranus, le magicien(Uranus, the Magician)
Le mouvement commence sur une sorte d'incantation de quatre notes qui annonce le magicien. Le mouvement qui suit est une danse qui va en s'intensifiant jusqu'à ce que la harpe rappelle doucement le thème du début et finit sur une véritable explosion de tout l'orchestre qui résonne en écho dans l'immensité. Ce mouvement n'est pas sans rappeler L'Apprenti sorcier de Paul Dukas (1897), notamment joué dans le film Fantasia de Walt Disney[réf. souhaitée].

### Neptune, le mystique(Neptune, the Mystic)
Le septième et dernier mouvement est une pièce de caractère impressionniste. Les instruments semblent errer dans le vide sans qu'aucun thème défini, comme dans les autres mouvements, ne prenne forme. Un chœur de femmes hors-scène se fait entendre, sans paroles. Ce son semble lointain, céleste. La clarinette émet un motif repris par les violons jusqu'à ce qu'un accord arrête brusquement la musique. Les harpes et le célesta annoncent la fin de l'œuvre, laissant la place à un long decrescendo des voix de femmes a cappella semblant se perdre dans l'infini.

## Orchestration
| Instrumentation des Planètes |
| Cordes |
| premiers violons, seconds violons, altos, violoncelles, contrebasses, 2 harpes |
| Bois |
| 4 flûtes (la 3e jouant le 1er piccolo, la 4e jouant le 2e piccolo et la flûte en sol), 3 hautbois (le 3e jouant du hautbois baryton), 1 cor anglais, 3 clarinettes en la et si♭, 1 clarinette basse si♭, 3 bassons, 1 contrebasson |
| Cuivres |
| 6 cors en fa, 4 trompettes en ut, 3 trombones, 1 tuba ténor, 1 tuba basse |
| Percussions |
| 6 timbales (jouées par 2 percussionnistes), gong, carillon tubulaire, glockenspiel, triangle, caisse claire, grosse caisse, cymbales, tambourin, 1 xylophone.                                                                      |
| Clavier |
| 1 orgue, 1 célesta. |
| Voix |
| Double chœur féminin (deux voix de soprano et une voix d'alto chacun) |